# Mercedes-Benz OM 138

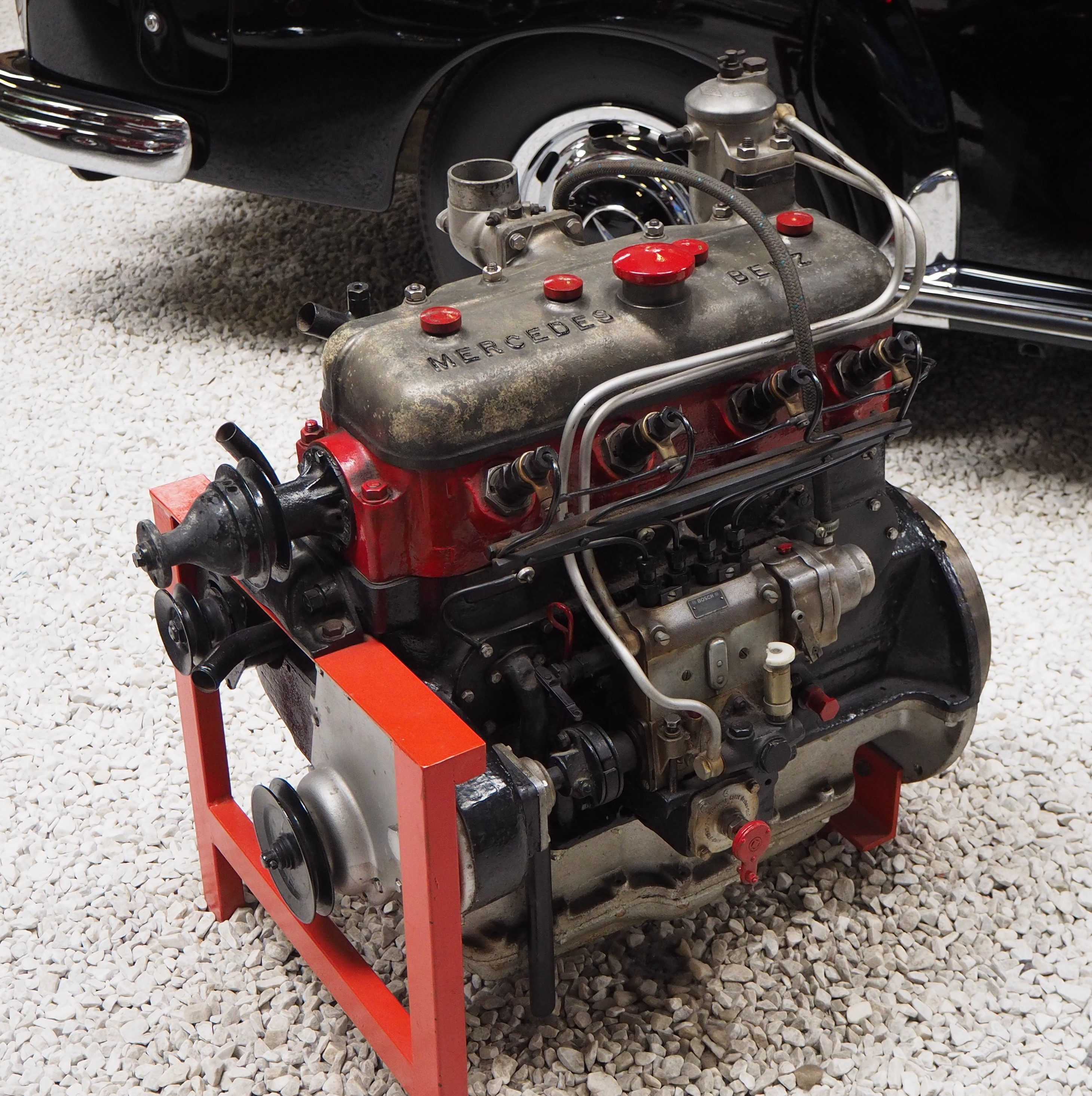
Mercedes-Benz OM 138

Mercedes-Benz OM 138 - це дизельний двигун виробництва Daimler-Benz. Загалом між 1935 і 1940 роками було випущено 5719 одиниць. Це був перший дизельний двигун, спеціально розроблений і виготовлений для легкового автомобіля. Першим автомобілем, оснащеним двигуном OM 138, був Mercedes-Benz W138. Легкі вантажівки Mercedes-Benz L 1100 і L 1500, а також автобус O 1500 також пропонувалися з OM 138 як альтернатива стандартному бензиновому двигуну.

## Вплив
Daimler-Benz розпочав серійне виробництво шестициліндрового рядного дизельного двигуна OM 5 у 1928 році. Технічні вдосконалення дозволили збільшити номінальну частоту обертання, що дозволило збільшити потужність при меншому об’ємі, що дозволило використовувати дизельний двигун як двигун автомобіля. Дизельні двигуни мають значно нижчі експлуатаційні витрати, ніж бензиновий двигуни; це було мотивацією для адаптації дизельного двигуна як двигуна автомобіля. Модель W 138, оснащена двигуном OM 138, має споживання палива 10 л/100 км, тоді як його аналог W 21 з бензиновим двигуном має споживання палива 13 л/100 км. Через нижчу ціну на дизельне паливо порівняно з бензином, W 138 особливо любили водії таксі.
Незважаючи на те, що OM 138 був розроблений як автомобільний двигун, 3752 з 5719 вироблених двигунів використовувалися у вантажівках.[A 1] OM 138 ознаменував початок виробництва автомобільних дизельних двигунів Daimler-Benz; однак, доки Volkswagen AG не представив свій EA 827 у Golf I у 1970-х роках, дизельний двигун був рідкістю для двигунів легкових автомобілів у Німеччині.

## Розробка

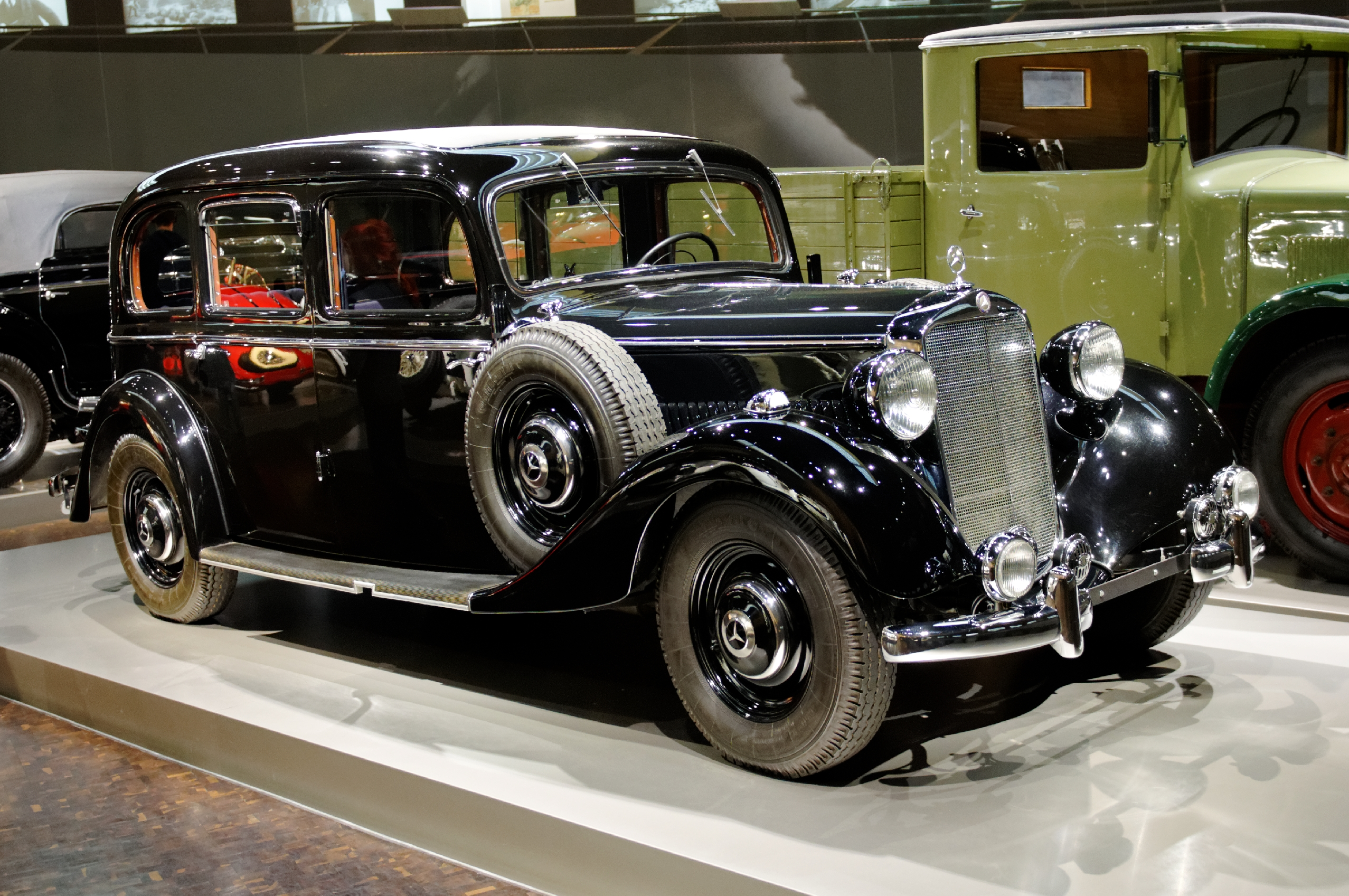
W 138 був оснащений OM 138

Розробка дизельного двигуна для легкових автомобілів почалася восени 1933 року. Керівником розробки був Альберт Гесс, конструктор гоночного автомобіля Silberpfeil. Для перших випробувань використовувався рядний шестициліндровий вантажний дизельний двигун робочим об'ємом 3,8 л. Він виробляв 59 кВт (80 к.с.). Цей двигун, однак, викликав вібрації, які були занадто сильними для шасі прототипу автомобіля, тому Daimler-Benz спробував розробити менш потужний і менший дизельний двигун. Два прототипи двигунів були розроблені з нуля: OM 134, рядний трициліндровий двигун з водяним охолодженням і номінальною потужністю 22 кВт (30 к.с.), і OM 141, рядний чотирициліндровий двигун потужністю 26 кВт (35 к.с.). Ці двигуни не відповідали вимогам. Daimler-Benz вирішив знову використати двигун вантажівки, щоб розробити відповідну силову установку для автомобіля. У 1934 році кількість циліндрів двигуна вантажівки було зменшено до чотирьох, а розміри діаметра та порції поршню були збережені. Такі проблеми, як сильні викиди вихлопних газів і груба робота двигуна, були вирішені, і масове виробництво могло початися в 1935 році.

## Технічний опис
OM 138 — це чотирициліндровий рядний дизельний двигун із атмосферним наддувом і водяним охолодженням із камерою попереднього згоряння, мастилом у мокрому картері та клапанним механізмом OHV. Його робочий об’єм становить 2,54 л. Діаметр і хід 90 мм х 100 мм, це дає OM 138 високу швидкість обертання 3000 об/хв як двигун автомобіля та 2800 об/хв як двигун вантажівки. Номінальна потужність 33 кВт (45 к.с.).